# Muzi Epifani
Maria Luisa Gabriella Epifani, más conocida como Muzi Epifani (18 de marzo de 1935-12 de febrero de 1984), fue una escritora y poeta italiana.

## Biografía
Muzi Epifani nació en Bengasi, Libia. Estudió literatura y filosofía en la Universidad de Heidelberg y la Universidad de La Sapienza en Roma, donde se gradúa en filosofía del arte y estética bajo la supervisión de Emilio Garroni. Estuvo particularmente influenciada por la teoría Hermenéutica de Hans-Georg Gadamer y el pensamiento antropológico Ernesto de Martino, trabajando para él en Lucania y Salento Durante sus estudios en La Sapienza, conoce a Alex Duran (a quien dedicó su novela Pazzi & creature), Gabriele Giannantoni, Enzo Siciliano, y Franco Voltaggio.
Epifani fue una de las primeras escritoras italianas en desarrollar un estilo distintivamente femenino de escritura en conjunto con Natalia Ginzburg, Luce d'Eramo, Dacia Maraini, Biancamaria Frabotta, Gabriella Sobrino Archivado el 9 de marzo de 2016 en Wayback Machine., y Angiola Sacripante. Fue una gran lectora de escritoras inglesas como Katherine Mansfield y, sobre todo de Virginia Woolf.
Colaboró con varios periódicos, como "l'Unità", "l'Avanti!", "Paese Sera". Está considerada una activista ambiental y "Il Globo" publicó su propia columna editorial acerca de la necesidad de concientizar sobre la protección del patrimonio ecológico italiano bajo el título "Article 9" en referencia al artículo de la Constitución de la República Italiana ("La República promueve el desarrollo de la cultura y la investigación científica y tecnológica, garantizando la salvaguarda del patrimonio ecológico, histórico y artístico del país). Epifani también trabajó como periodista para la RAI, la cadena nacional italiana, en temáticas como el teatro y la literatura.
En su “Il Premio Viareggio? La mia vita”, Gabriella Sobrino describió Muzi Epifani como una mujer siempre "rodeada por sus niños". Solían trabajar juntas durante la noche "cuándo finalmente conseguíamos acostar a los niños que correteaban a nuestro alrededor como perritos con sus pijamas multicolores".
En 1976, su comedia "La fuga" (La escapada) ganó el premio "Young Theatre". En esta obra satírica, Epifani entrelaza un asunto personal con un debate político sobre la ley de aborto en Italia. La escritora expone la hipocresía italiana, de aquellos que aprueban el aborto en la esfera privada pero lo condenan públicamente. La obra fue reeditada en 2015. La nueva edición, presentada por la escritora y directora de cine Cristina Comencini, fue presentada en la Casa de la Literatura en Roma  (29 de mayo de 2015) por Cristina Comencini, Biancamaria Frabotta, Lucianna Di Lello y Franco Voltaggio, y donde se realizaron lecturas de la obra por parte de la actriz italiana Piera degli Esposti.
Epifani ess la madre de la directora de cine Francesca Archibugi y del economista Daniele Archibugi, profesor en el Birkbeck College de la Universidad de Londres.
Muere en Roma.

## Trabajos

### Novelas y colecciones de poesía
*
 Muzi Epifani, Cloto. Poesia, Antonio Lalli Editore, Poggibonsi.
* Muzi Epifani, Infanzia di una casalinga emancipata, Prospetti, XII/48, diciembre de 1977.
* Muzi Epifani, Pazzi & creature, Rebellato, Venecia 1982.
* Muzi Epifani, L'adulterio. (Il lato comico), Nuovi Argomenti, n. 16, octubre–diciembre de 1985.

### Obras de teatro
- Muzi Epifani, La fuga Archivado el 23 de noviembre de 2018 en Wayback Machine., Roma 1976. Reeditado por La Mongolfiera Editrice e Spettacoli, Doria di Cassano Jonio, 2015 ISBN 978-88-96254-99-8.

*
 Muzi Epifani and Francesca Pansa, Di madre in madre, Teatro de la Magdalena, Roma 1979.
* Muzi Epifani and Gabriella Sobrino, Flou, Roma.
* Muzi Epifani and Gabriella Sobrino, Contrada lunare, Roma.

### Traducciones al italiano
*
 Margaret Mead, Maschio e femmina, Il Saggiatore, Milán 1962.
* James H. Leuba, La psicologia del misticismo religioso, Feltrinelli, Milán 1960.